# Palais des Consuls (Rouen)
Pour les articles homonymes, voir Palais des Consuls.
Le palais des Consuls est un immeuble de Rouen de style Art déco, produit de la Reconstruction, situé en bord de Seine, et destiné initialement à accueillir la Chambre de commerce. Il est l'un des éléments constitutifs de la « reconstruction du centre ville », entamée en 1947, qui se voit attribuer en 2001 le label Architecture contemporaine remarquable.

## Situation
Le palais des Consuls est situé sur le quai de la Bourse, entre la rue du docteur Robert-Rambert, la rue Jacques-Lelieur et le passage Saint-Étienne-des-Tonneliers. Il se trouve à côté du théâtre des Arts.

## Historique
Un premier palais des Consuls est construit en 1743 par l'architecte Jean-François Blondel. Une annexe est édifiée en 1892 sur les plans de Lucien Lefort.

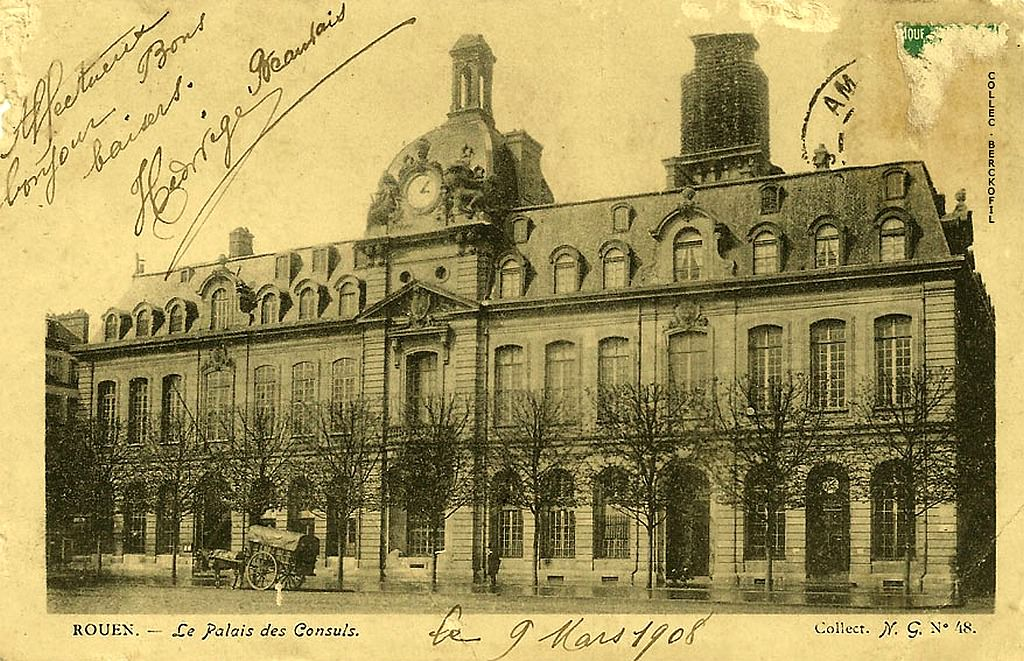
L'ancien palais des Consuls de Rouen, vers 1908.

Le 31 mai 1944, lors des bombardements de la Semaine rouge, le bâtiment est en flammes.
La première pierre du nouveau palais des Consuls est posée en 1952. Il est l'œuvre de quatre architectes : Pierre Chirol, Robert Flavigny, François Herr et Roger Pruvost. Il est inauguré le 28 avril 1956 par Paul Ramadier.
Le coût élevé de la maintenance du bâtiment de 10 000 m2 a décidé son occupante historique, la CCI de Rouen, à en déménager. Un appel à projets est lancé le 8 octobre 2015 pour la reprise du palais des Consuls, qui aboutit à un projet de reconversion en appartements, résidence pour seniors, logements locatifs et hôtel visant la distinction « palace » d'ici à fin 2023au mieux.
En mars 2021, on procède à la destruction du tribunal de commerce qui donnait sur la rue Saint-Hilaire-des-Tonneliers. En février 2023, le chantier de rénovation et de construction / extension (gros œuvre) se situe au niveau R+7 (final : R+9).

## Description
La façade principale donne sur le quai de la Bourse. Elle est constituée d'un socle, d'un étage noble monumental et d'un attique. En béton, le bâtiment est recouvert de pierre.
Les ferronneries sont de Raymond Subes. Les bas-reliefs sont de Maurice de Bus. Le mobilier intérieur a été dessiné par André Arbus et Jacques Adnet. Celui-ci a été mis en vente le 22 juin 2015,.

## Pour approfondir